# Rutger Sernander
Johan Rutger Sernander (2 novembre 1866 - 27 octobre 1944 à Uppsala) est un botaniste, géologue et archéologue suédois.

## Biographie
Il est l'un des pionniers de la palynologie, développée par la suite par un de ses étudiants Lennart von Post. Il est aussi l'une des figures de la conservation de la nature de l'époque, en particulier à travers l'association suédoise de protection de la nature (Svenska Naturskyddsföreningen) qu'il fonde en 1909. Avec Axel Gudbrand Blytt, il donne son nom à la séquence de Blytt–Sernander.
Rutger Sernander était le fils de Gustaf Walfrid Sernander, premier vicaire de Särna après la conquête de 1644, d'où le nom de famille. Sa mère était Edla, née Wadsten. Il a étudié à l'université d'Uppsala, où il a obtenu une licence en arts en 1889, une licence en 1893, a défendu sa thèse sur l'histoire de la végétation de Gotland en 1894 et a reçu un doctorat en philosophie en 1895. Il est professeur agrégé de géographie végétale de 1895 à 1899 et de botanique de 1899 à 1908. Il a été professeur intérimaire et extraordinaire de biologie végétale de 1906 à 1908, puis professeur ordinaire de biologie végétale à Uppsala à partir de 1909, poste qu'il a occupé jusqu'en 1931 (professeur émérite la même année).
Il est membre de l'Académie royale des sciences de Suède (1914), de la Société royale des sciences d'Uppsala (1914),[5] de la Société royale des sciences et des lettres de Göteborg (1917), de la Société royale de physiographie de Lund (1918), de la Société des sciences de Lund et de l'Académie norvégienne des sciences. Le 7 avril 1936, Sernander est nommé membre honoraire de l'Académie royale d'histoire et d'antiquités.
Sernander est marié à Signe, née Lindhagen. Leur fils Sven Rutgersson Sernander était bibliothécaire à la bibliothèque du Riksdag.

## Les actes
Les recherches de Sernander ont porté sur la géographie des plantes scandinaves et la climatologie de l'ère postglaciaire. Il a également été un pionnier du mouvement de conservation de la nature et l'un des fondateurs de la Svenska Naturskyddsföreningen en 1909, dont il a été le président de 1917 à 1930 ; il est donc l'une des figures de proue du mouvement écologiste moderne.
Très jeune, il a été inspiré par les théories d'Axel Blytt et, dans sa thèse de doctorat, il a lancé ce que l'on appelle le projet Blytt-Sernander sur le changement climatique. Gustaf Lagerheim, Hampus von Post et Ragnar Hult ont également influencé ses recherches. Il a développé les théories de ce dernier pour en faire ce que l'on appelle aujourd'hui l'échelle de couverture de Hult-Sernander. Il a rejeté les théories téléologiques contemporaines de l'adaptation des plantes au profit de méthodes empiriques et descriptives. Rutger Sernander est également connu pour avoir été le premier à reconnaître une période froide au début de l'âge du fer et à nommer cette période froide Fimbulvetr.
Sernander était également très intéressé par l'histoire des sciences (vice-président de la Swedish Linnaeus Society à partir de 1920) et a écrit des biographies de Carl von Linné, Olof Rudbeck l'Ancien, Lars Roberg, Johan Hårleman et Johan Abraham Gyllenhaal. Grâce à un don important de Frans Kempe, il a pu créer le département de biologie végétale (depuis 1999, le département d'écologie végétale) à l'université d'Uppsala. Dans un rapport publié en 1926, il a en outre demandé la création d'une agence nationale pour la conservation de la nature. Ce projet ne s'est concrétisé qu'en 1967 avec la création de l'Agence suédoise de protection de l'environnement.
Sernander s'intéressait également beaucoup à l'histoire. En 1901, avec Oscar Almgren, il participe à la fouille de l'ancien pont de Läby et c'est lui qui publie les résultats en 1902 dans le journal de l'Upplands fornminnesförening. 1908-1944, il est membre de l'Upplands fornminnesförening, dont il est vice-président à partir de 1927. À partir de 1927, il est également président du conseil d'administration du musée d'Uppland et membre de Disanmanden.
Sernander fonde le jardin botanique de Göteborg à l'initiative de la ville de Göteborg et est responsable de la rénovation majeure du jardin botanique de Västerås. Pendant ses études, il a été le premier conservateur de la nation de Södermanlands-Nerikes, puis inspecteur de 1923 à 1931. De 1909 à 1931, il a également été inspecteur de la nation de Gotland.
Rutger Sernander est enterré dans le vieux cimetière d'Uppsala.